# Sipur Ijang
Sipur Ijang is een bestuurslaag in het regentschap Seluma van de provincie Bengkulu, Indonesië. Sipur Ijang telt 182 inwoners (volkstelling 2010).